# Поддержание положительного поведения
Поддержание положительного поведения (positive behavior support), также система вмешательств и поддержания желаемого поведения (positive behavioral intervention and support) — рабочие рамки для функциональной оценки трудного поведения учащихся и переустройства условий обучения в качестве решения.
Поддержание положительного поведения является скорее структурой, нежели определенным учебным планом, вмешательством или практическим действием. Оно представляет собой целенаправленный подход, определяющий отбор, интеграцию и внедрение лучших обоснованных академических и поведенческих мер, позволяющих улучшить академические результаты и преодолеть поведенческие проблемы у всех учащихся. Реализация поддержания положительного поведения заключается в измерении и анализе данных об успеваемости и поведении учащихся, апробации научно-обоснованных мер поддержки и внедрениях их в школьную практику.

### Структура поддержания положительного поведения
Общие принципы поддержания положительного поведения:
- Понимание что люди (включая родителей и педагогов) не могут полностью контролировать других людей
- Уверенность в том, что у каждого проблемного поведения есть причина
- Применение того, что знаем и изменение того, что мы делаем (то есть опора на научно-обоснованные методы)
- Уход от применения наказаний и неприятных последствий за нежелательное поведение

Поддержание желательного поведения — это упреждающий подход: вместо того, чтобы отвечать на неподобающее поведение штрафными мерами после того, как оно проявилось, ожидаемому поведению систематически обучают и регулярно прямо подкрепляют.
Уровни внедрения системы вмешательств и поддержания желаемого поведения в школах:
1. Ожидаемые изменения в поведении в масштабах школы и/или класса с описанием непротиворечивых поведенческих последствий.
2. Поведенческие вмешательства, направленные на определенные группы детей, которым требуется дополнительная помощь.
3. Индивидуальные поведенческие вмешательства, направленные на учащихся, которым требуется интенсивная дополнительная помощь.

### Применение поддержания положительного поведения
Система вмешательств и поддержания желаемого поведения — популярный метод поведенческой коррекции в США; он единственный упоминается в Законе об образовании лиц с инвалидностью (2004). Он используется в процессе инклюзии детей с расстройствами аутистического спектра и СДВГ, а также для повышения успеваемости учащихся в целом и разработки стандартов коррекции поведения и дисциплинарного воздействия в школах